# Hobel

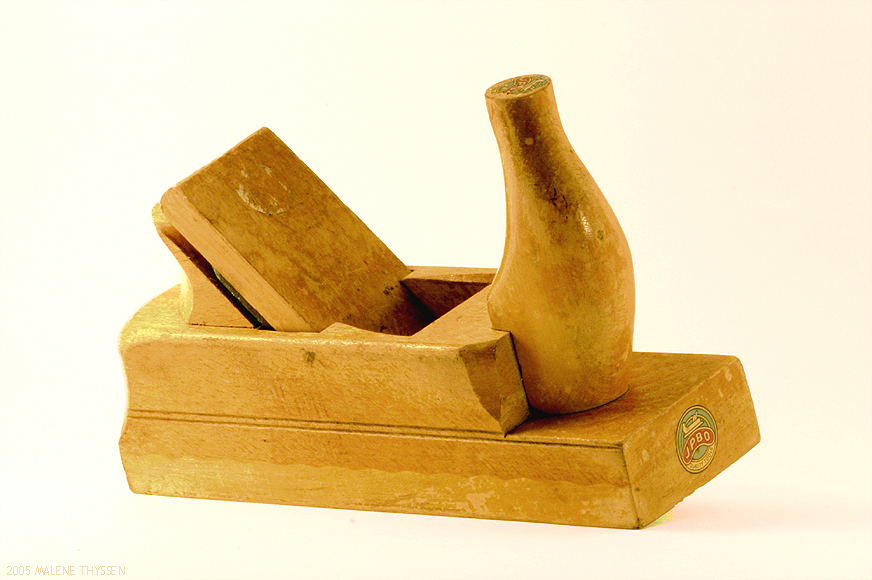
Handhobel

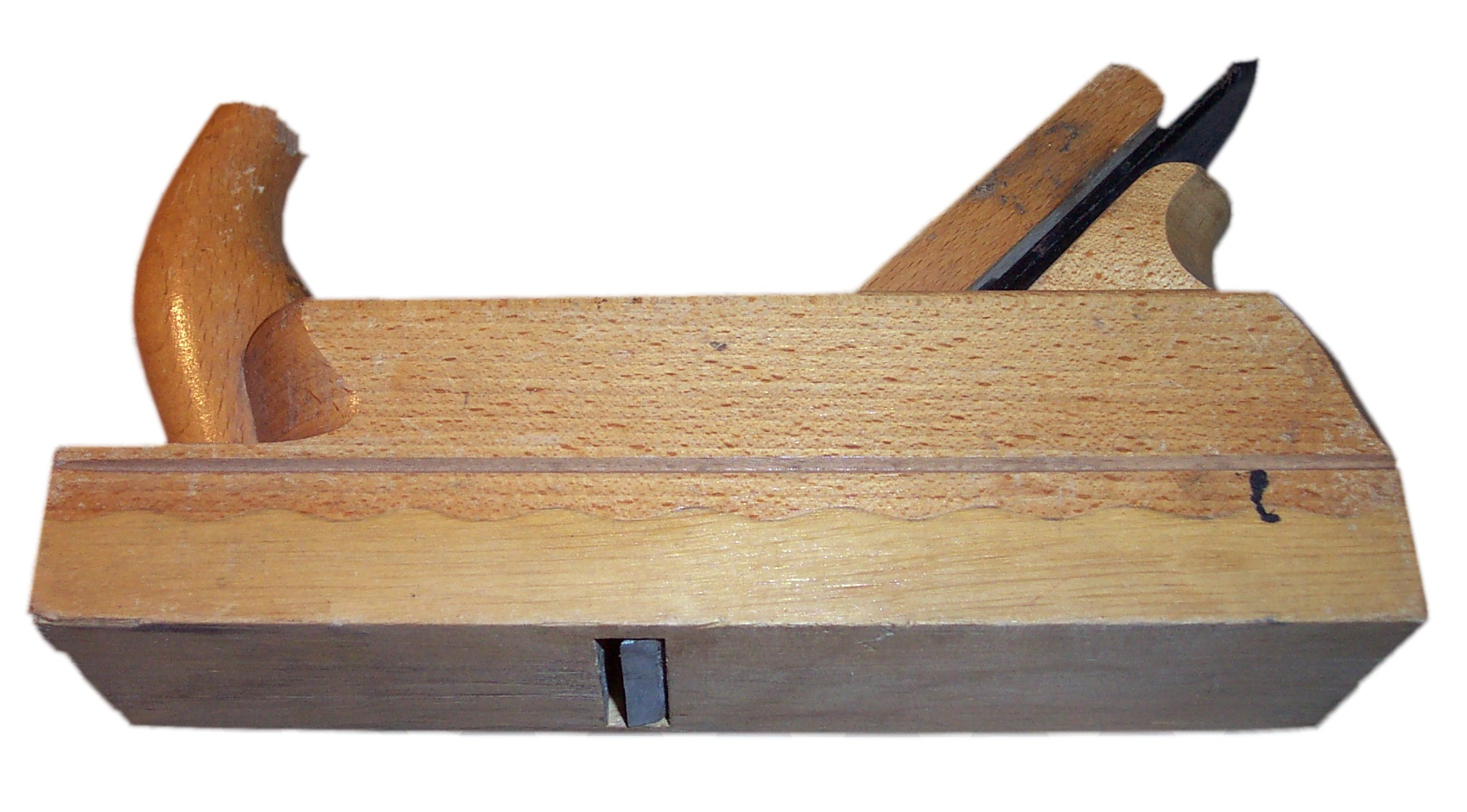
Seitenansicht eines Handhobels (Hobelkasten Rotbuche, Hobelsohle Weißbuche)

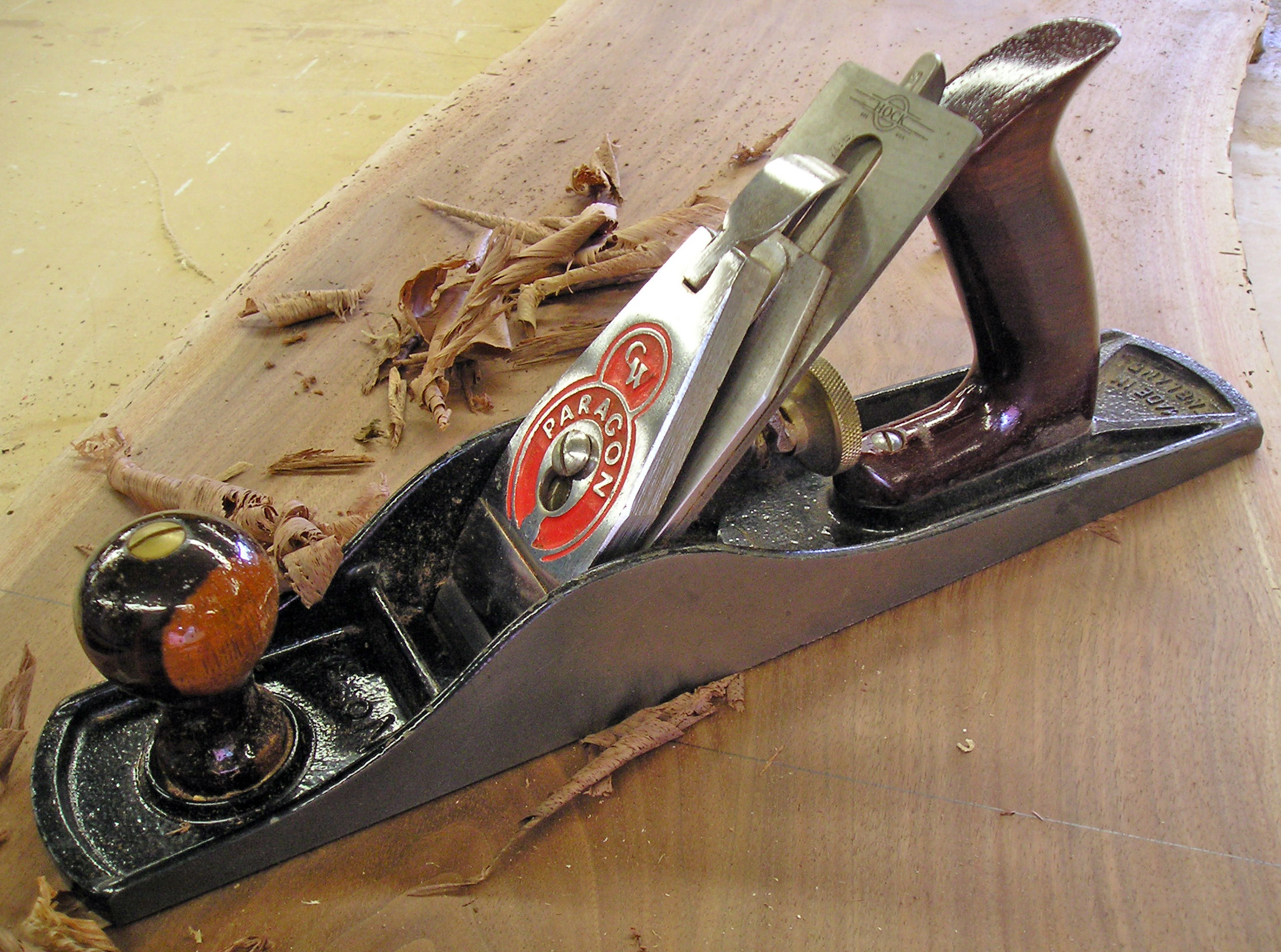
Typischer Eisenhobel amerikanischer Bauart

Der Hobel ist ein Werkzeug zur spanenden Bearbeitung von Holz. Die Oberfläche des Holzes wird bearbeitet, indem mit dem Hobeleisen oder -messer, Späne vom Material abgetragen werden. Ziel ist, die Oberfläche abzurichten und zu glätten.
Klassische Handhobel haben eine feste Schneide, die im Hobelkörper fixiert ist. Bei Elektrohobeln rotiert eine Messerwelle mit eingesetzten Schneiden.

## Aufbau
Obwohl sich Handhobel in ihrer Bauweise zum Teil stark unterscheiden, sind einige Elemente Bestandteil in allen Varianten:
- Der Hobelkörper liegt mit seiner Unterseite, der Hobelsohle, auf dem Werkstück auf. Er hat eine Aufnahme für das Hobeleisen und Vorrichtungen, die das Führen des Hobels erleichtern. In der Hobelsohle befindet sich der Hobelmaul genannte Spandurchgang, durch den das Messer nach unten zum Werkstück reicht. Gleichzeitig werden die entstehenden Späne nach oben durch den Spandurchgang abgeführt.
- Das Hobeleisen ist aus Werkzeugstahl gefertigt und sorgt für das Abspanen von Material ebenso wie für die Ableitung von Spänen nach oben durch das Hobelmaul.
- Die Spannvorrichtung sorgt für eine zuverlässige Fixierung des Hobeleisens.[1]

Die Schnittleistung und Oberflächengüte sind neben der Schärfe des Eisens unter anderem abhängig vom Schnittwinkel, dem Winkel, um den der Span nach oben abgelenkt wird. Da dieser Winkel nicht verändert werden kann, gibt es Hobel mit unterschiedlichen Schnittwinkeln für unterschiedliche Anwendungen: je steiler das Eisen steht, umso weniger Ausrisse entstehen beim Hobeln gegen die Faser, jedoch nimmt der Kraftaufwand für den Schnitt zu.
Um eine saubere, glatte Oberfläche zu erreichen, haben bestimmte Hobel ein Doppel-Hobeleisen. Das Klappe genannte zweite Eisen bricht den abgenommenen Span kurz hinter der Schneide und verhindert sein Einreißen und damit das Einreißen des zu bearbeitenden Holzes.
Während ursprünglich alle Hobel aus Holz gefertigt wurden, kamen zur Industrialisierung in England Hobelkörper aus Gusseisen auf. Die komplexen Verstelleinrichtungen der Metallhobel unterscheiden sich in ihrer Funktionsweise von denen der Holzhobel und erlauben feinste Justierung mittels einer Schraube.
Bei vielen Hobeln ist der Hobelkörper symmetrisch, so ist er von Rechts- oder Linkshändern gleich gut zu bedienen.

### Aufbau der Holzhobel

Japanischer Hobel „Kanna“ in Aktion (Arbeitsweise „auf Zug“)

Am vorderen Teil des Kastens befindet sich die Hobelnase. Sie dient der Führung des Werkzeugs mit der ersten Hand. Die zweite Hand greift um den hinter dem Einspannkeil gelegenen Handschutz. Sie führt die Schubbewegung aus.
An der Rückseite des Hobelkastens ist der Schlagknopf angebracht. Durch leichte Schläge mit dem Hammer auf diesen Metallknopf wird das Hobeleisen beim Einstellen zurückgenommen und die Spandicke verringert. Außerdem können so Keil und Eisen vollständig gelockert und herausgenommen werden, wenn das Hobeleisen nachgeschliffen werden soll.
Die während des Hobelns stark beanspruchte Hobelsohle besteht oft aus einem aufgeleimten besonders widerstandsfähigem Holz, etwa Hainbuche oder Pockholz (Guajak).
Eine etwas abweichende Bauart findet sich beim japanischen Hobel, dem Kanna, welcher nicht über das Werkstück geschoben, sondern gezogen wird.

### Aufbau der Metallhobel

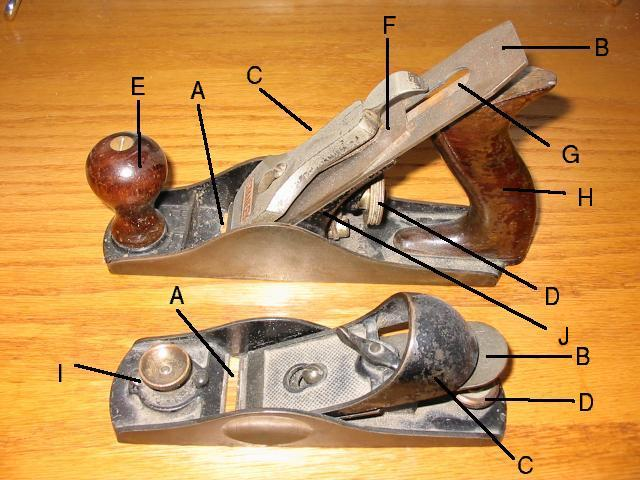
Aufbau der Metallhobel: oben ein Bankhobel, unten ein Blockhobel

Auch wenn es viele unterschiedliche Konstruktionen für Metallhobel gibt, sind sie alle ähnlich aufgebaut wie die beiden folgenden Typen.
Zur angenehmen beidhändigen Führung haben Bankhobel hinten meistens einen ergonomischen Griff (H) und vorne einen kleineren Knauf (E). In Griffnähe befindet sich ein Hebel zur lateralen Einstellung des Hobeleisens und ein Rädchen (D) zur Einstellung der Spandicke.
Das Hobeleisen (B) sitzt auf dem Frosch (J). Dieser sorgt für den richtigen Schnittwinkel. Er kann zudem vor und zurück bewegt werden, wodurch die Größe des Hobelmauls (A) angepasst werden kann. Über die Deckplatte (C) mit Exzenterhebel wird das Hobeleisen fixiert. Der Spanbrecher (F) unterstützt die Klinge und formt und bricht die Späne, die durch die Öffnung treten.
Blockhobel sind als Einhandhobel (mit der Eisenfase oben) konzipiert und haben daher keinen Griff und keinen Frosch. Bei ihnen lässt sich das Hobelmaul (A) durch einen sich vorne befindlichen beweglichen Teil der Hobelsohle – fixiert durch den Fingerknopf (I) – öffnen und schließen.

### Handhobelmaschine (Elektrohobel)
Handhobelmaschinen haben im Hobelkörper eine von einem Elektromotor angetriebene Welle gelagert, in die ein oder mehrere Wechselmesser gespannt sind. Die Welle kann einseitig gelagert sein, sodass Falze in beliebiger Tiefe erzeugt oder nachgearbeitet werden können. Der vordere Teil der Hobelsohle ist zur Regulierung der Spanabnahme einstellbar, die Spanabfuhr erfolgt oft seitlich. Bei einigen Modellen ist das Messer leicht schräg in der Welle eingebaut. Dies verbessert die Spanabfuhr und die Oberflächenqualität.
Auf mit Elektrohobeln bearbeiteten Flächen sind meistens Spuren des Einsatzes der Messer als feine Linien quer zur Hobelrichtung zu erkennen. Sie werden als Hobelschläge bezeichnet.

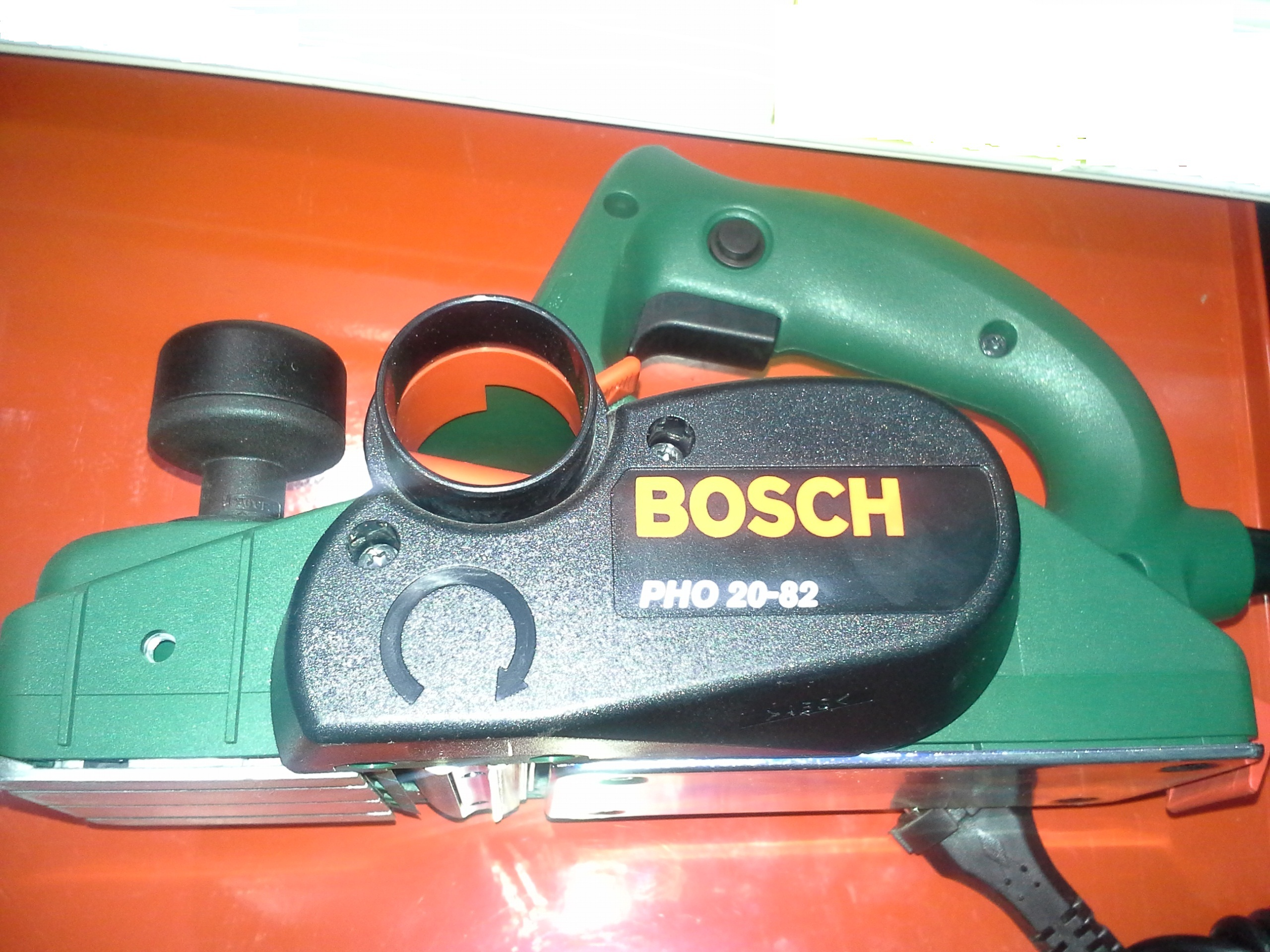
Elektrohandhobel
Handhobelmaschine aus dem Jahre 1958 (UdSSR, 400 Watt) mit Drehstrom-Außenläufer-Asynchronmotor; die Hobelmesser sind unmittelbar auf dem Außenläufer befestigt

## Geschichte

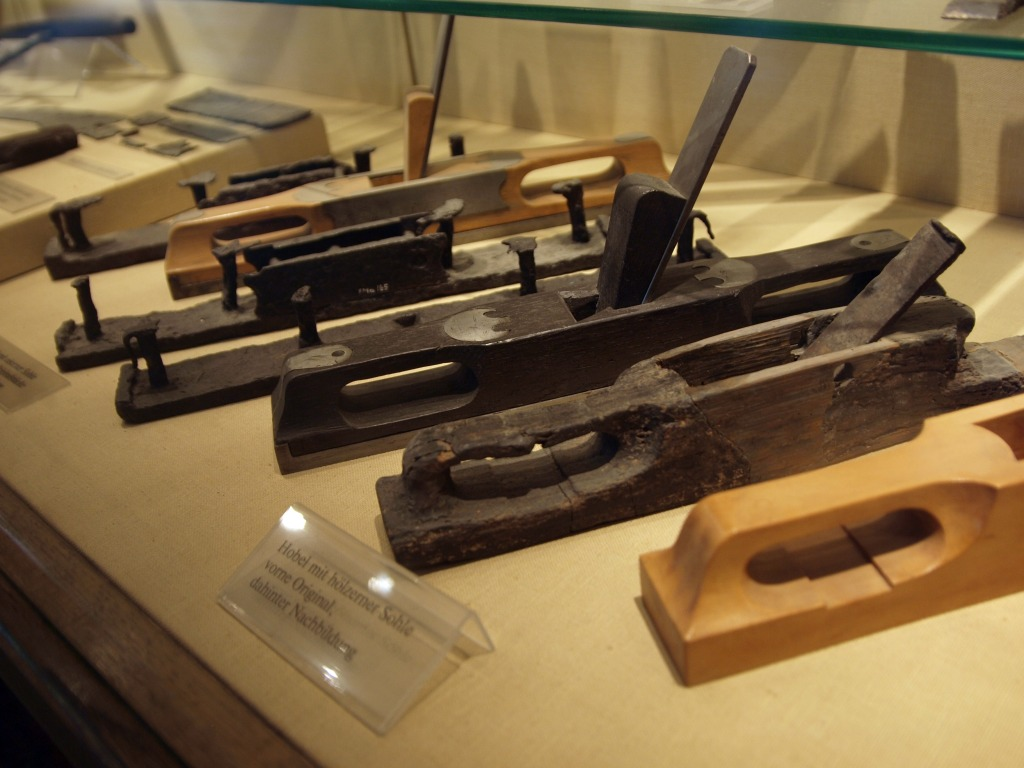
Antike römische Hobel vom Kastell Saalburg (1. bis 3. Jahrhundert n. Chr.)

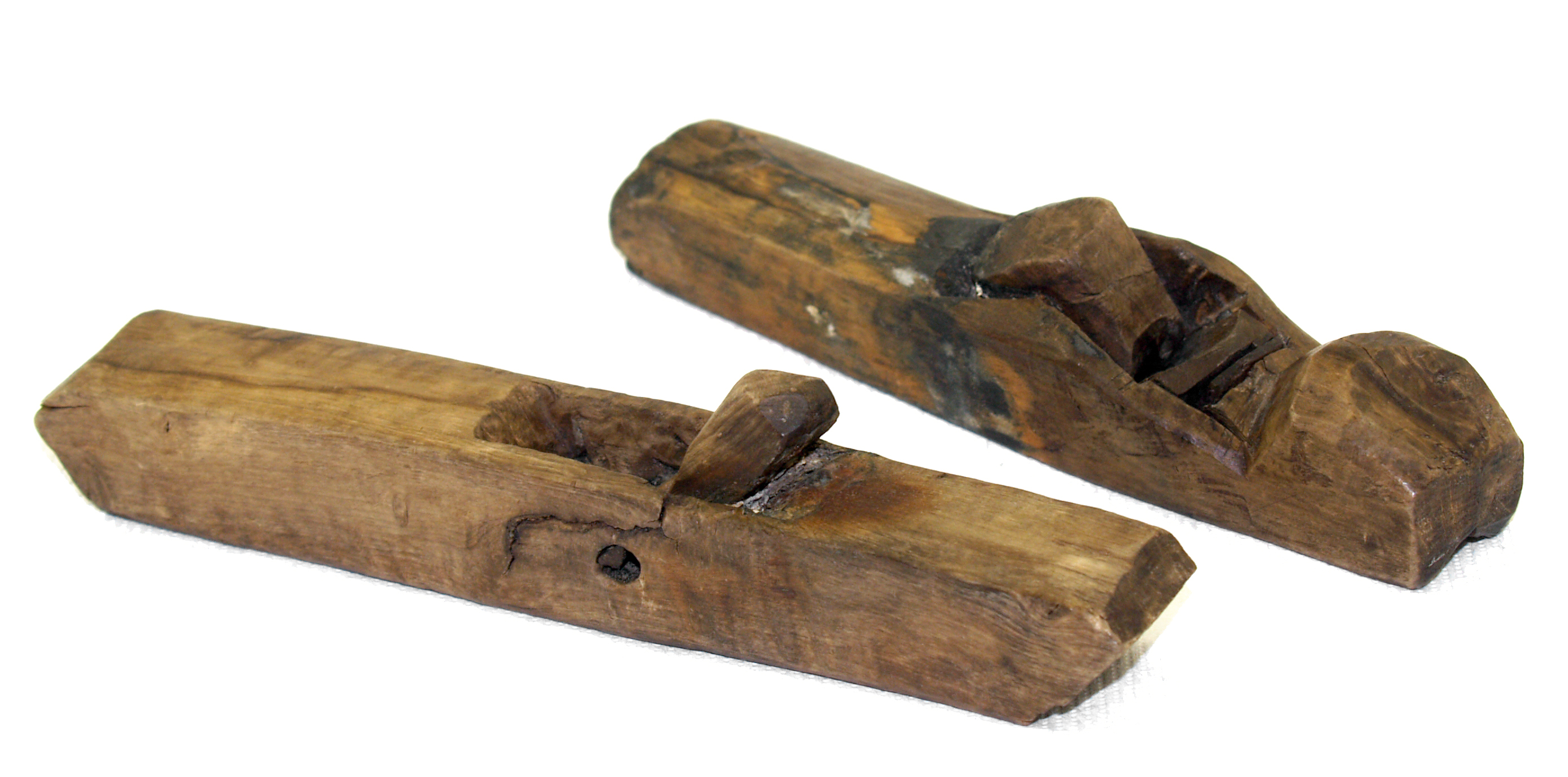
Schiffszimmererhobel der Mary Rose (16. Jahrhundert)

Der Hobel kam etwa um 1200 v. Chr. auf. Die ältesten erhaltenen Stücke datieren in die römische Kaiserzeit. Der Schicht- oder Fugenhobel zählt dabei zu den ältesten Hobeltypen. Auch wenn viele Hobeltypen im Alltag meist durch Maschinen ersetzt wurden, gehört der richtige Umgang mit ihnen heute noch zur Ausbildung im Schreinerhandwerk.

## Arten von Hobelwerkzeugen

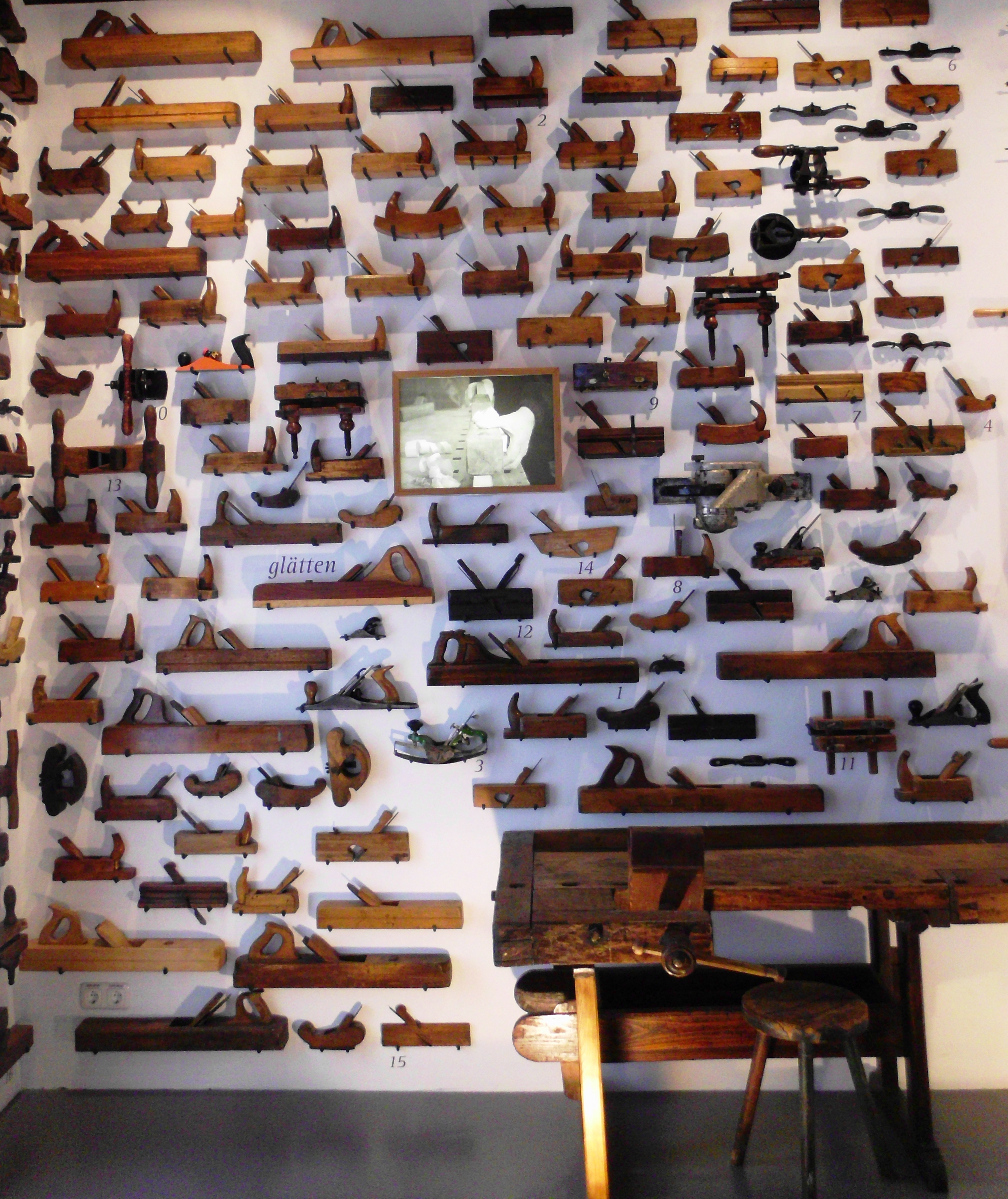
Hobelsammlung der Bootsbauer an der Weser

Im klassischen Werkzeughandel sind zahlreiche Ausführungen von Hobeln für spezielle Anwendungen bekannt. Die verschiedenen Hobel lassen sich nach ihrem Verwendungszweck einteilen:

### Ebene Flächen
Die Auflistung erfolgt in der Reihenfolge des Einsatzes beim Bearbeiten einer sägerauen Fläche:
- Schrupphobel – dient durch Abnahme dicker Späne zum Ebnen des Sägeschnitts und Herstellen der annähernden Werkstückdicke (Herunterschruppen). Das weit herausstehende Hobeleisen hat eine gerundete (segmentbogenförmige) Schneide.
- Schlichthobel – wird zum erstmaligen Glätten und Schlichten der noch welligen Fläche nach dem Schruppen benutzt. Sie haben einen Schnittwinkel von 45° und keine Klappe.[5] Flachwinkel-Schlichthobel aus Holz haben einen Schnittwinkel von 40°.
- Doppelhobel – ist mit einem Doppeleisen versehen, um durch das Brechen des Spanes eine glattere Oberfläche zu erzielen.
- Raubank – ein recht langer Hobel, meist mit Klappe und Schnittwinkel von 45°, dient zur Herstellung vor allem größerer ebener Flächen und gerader Kanten sowie zum Fügen (Vorbereitung der Hölzer zum Verleimen) größerer Werkstücke oder Furniere.
- Putzhobel und Reform-Putzhobel – dienen zum Putzen von massiven und furnierten Holzflächen, arbeiten feiner als der Doppelhobel. Der Schnittwinkel des Doppeleisens ist mit 48 bis 50° etwas größer.
- Flachwinkel-Hobel aus Metall gibt es in vielen Varianten

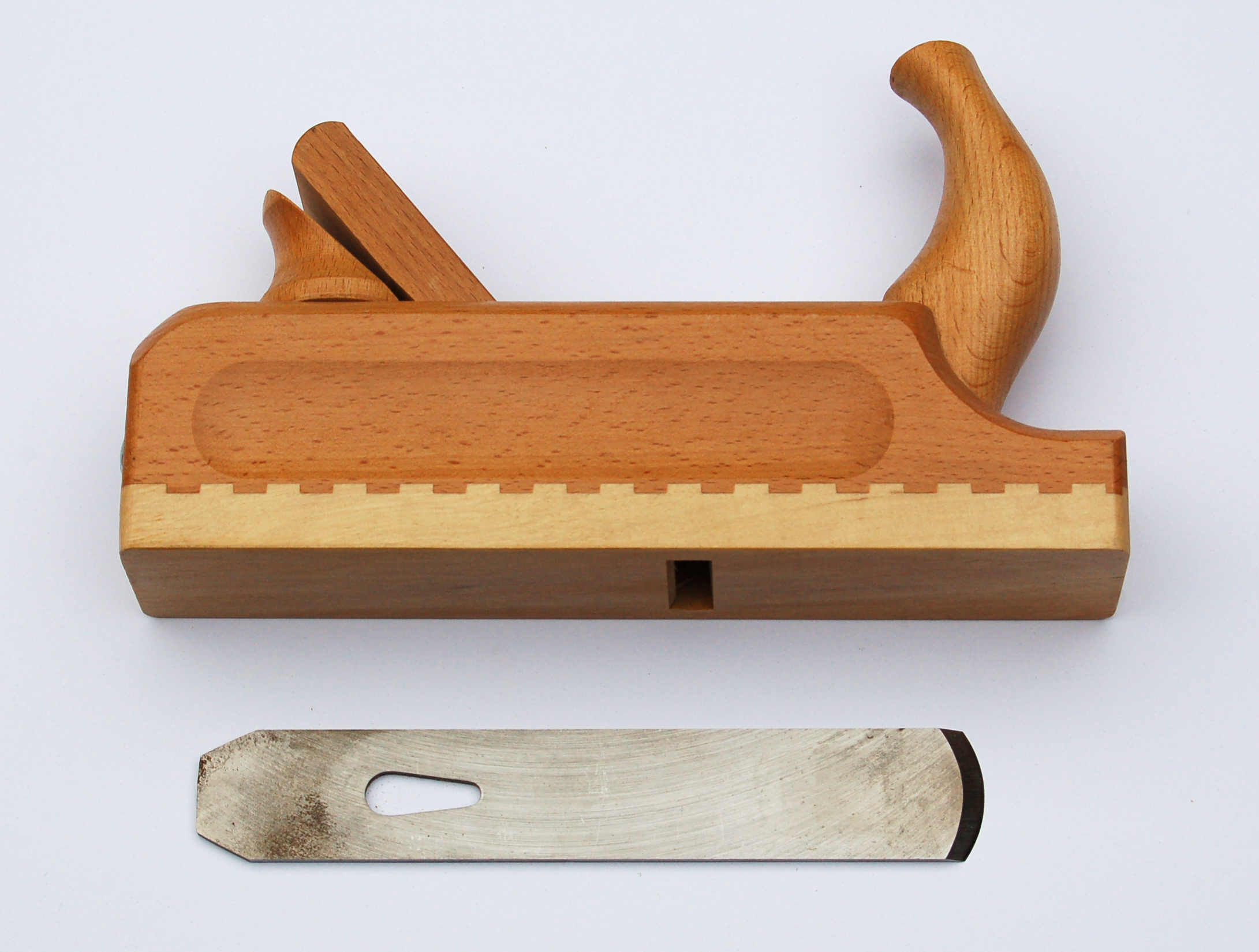
Schrupphobel
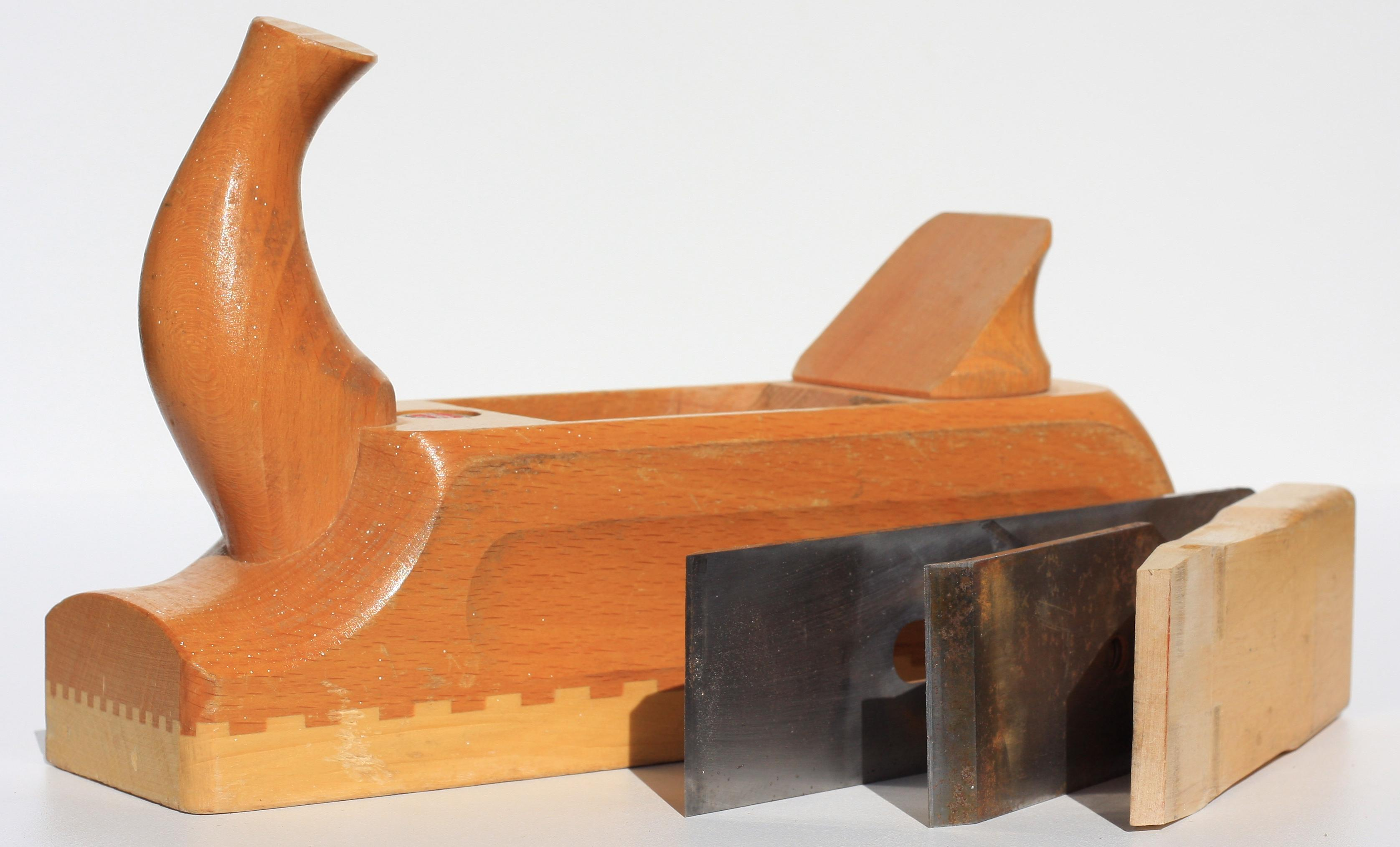
Doppelhobel
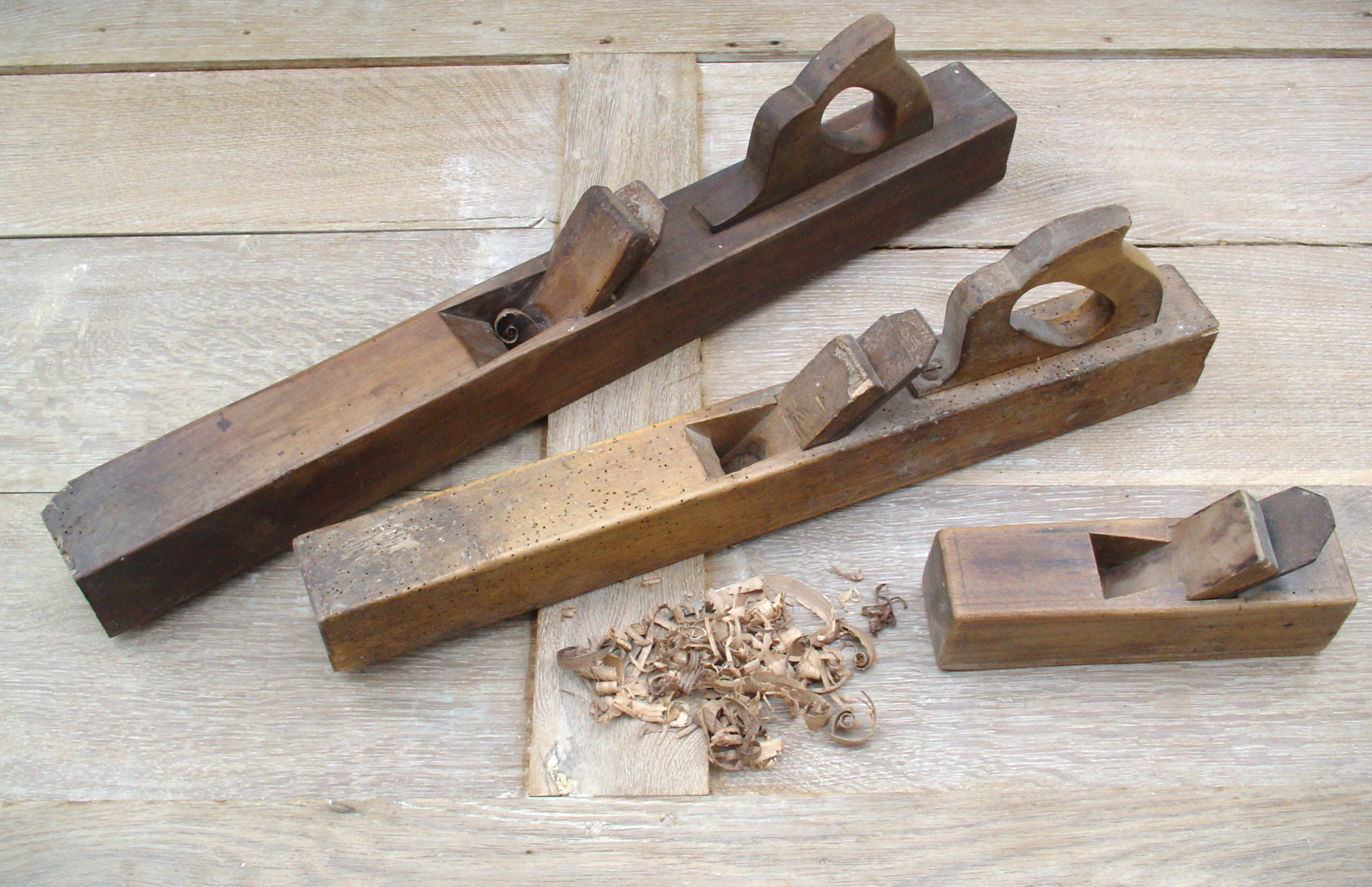
Zwei Raubänke (oben) neben einem Schlichthobel (unten)

Entstehen beim Hobeln zu viele Ausrisse ist ein anderes Vorgehen notwendig.
Es wird mit dem Zahnhobel vorgearbeitet und im Anschluss mit dem Ziehklingenhobel geputzt.
- Zahnhobel – haben mit ihrem sehr großen Schnittwinkel von etwa 80° eher eine schabende als schneidende Wirkung. In das Hobeleisen sind feine Rillen gefräst, wodurch die zu bearbeitende Oberfläche aufgeraut wird. Dies dient dazu, Holzflächen für eine anschließende Verleimung aufzurauen oder zur Vorarbeit des Ziehklingenhobels
- Ziehklingenhobel, Furnierschabhobel[3] – hat wie der Schabhobel einen kurzen Hobelkörper mit zwei seitlichen Griffen, in den eine Ziehklinge eingespannt ist. Es entstehen kaum Ausrisse auch bei verwachsenem Holz. Mit ihm werden große Flächen abgezogen sowie Leimspuren und Papierreste nach dem Furnieren entfernt.[6]

#### Hirnholz bestoßen
Hobeln von Hirnholz erfolgt im rechten Winkel zur Maserung des Holzes. Das erfordert einen stabilen Hobel mit kleinem Schnittwinkel ohne Klappe.
- Hirnholzhobel, Bestoßhobel oder Vergatthobel – sind meistens aus Metall und haben Schnittwinkel von 20° bis 25°.[7]

Für das Bestoßen von Hirnholz gibt es Stoßladen, in die das Werkstück eingespannt wird und dadurch ein rechtwinkliges Arbeiten erleichtern.
Bedingt eignen sich auch Schlichthobel, Raubank und Flachwinkel-Hobel zum Bestoßen von Hirnholz.

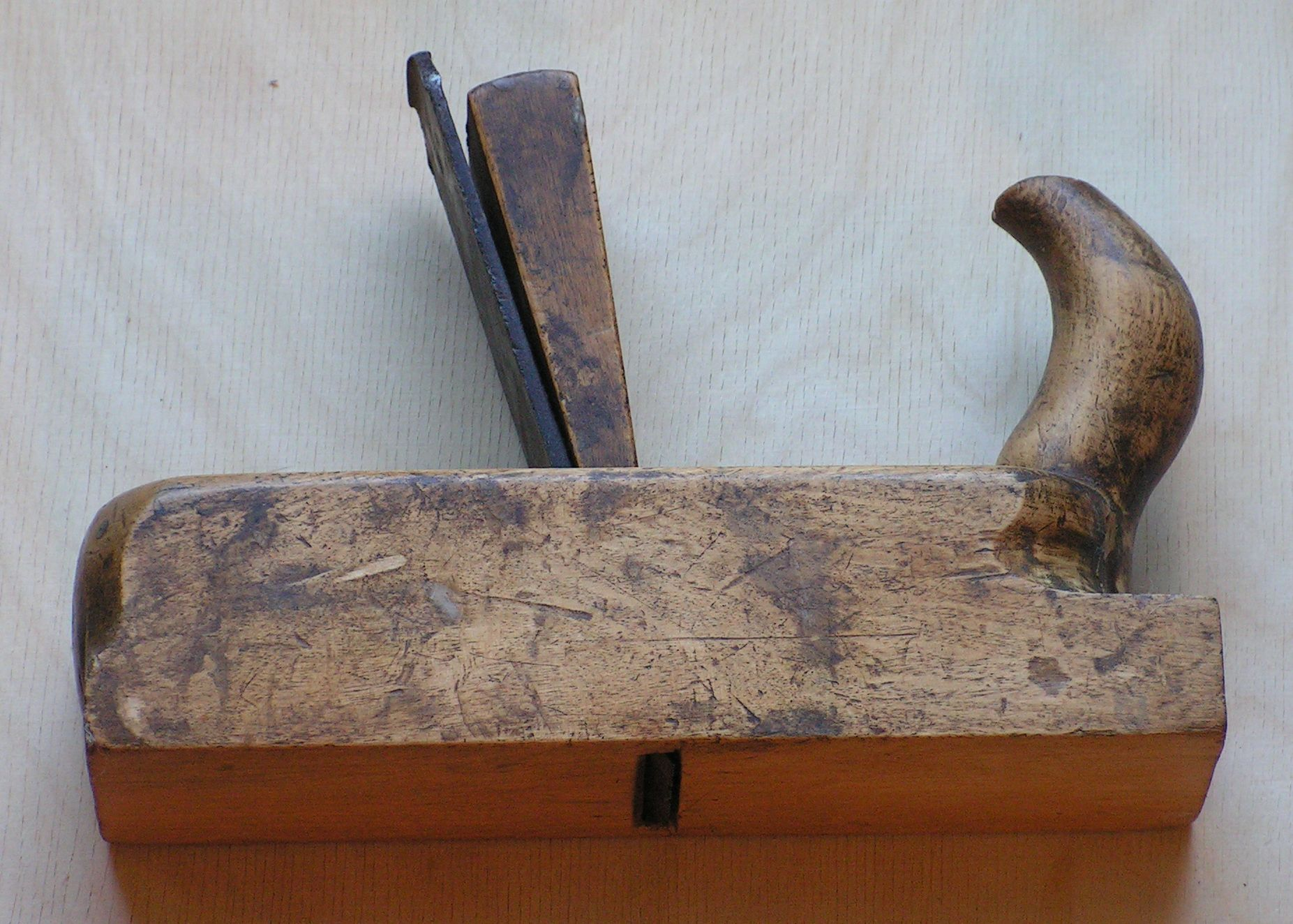
Zahnhobel
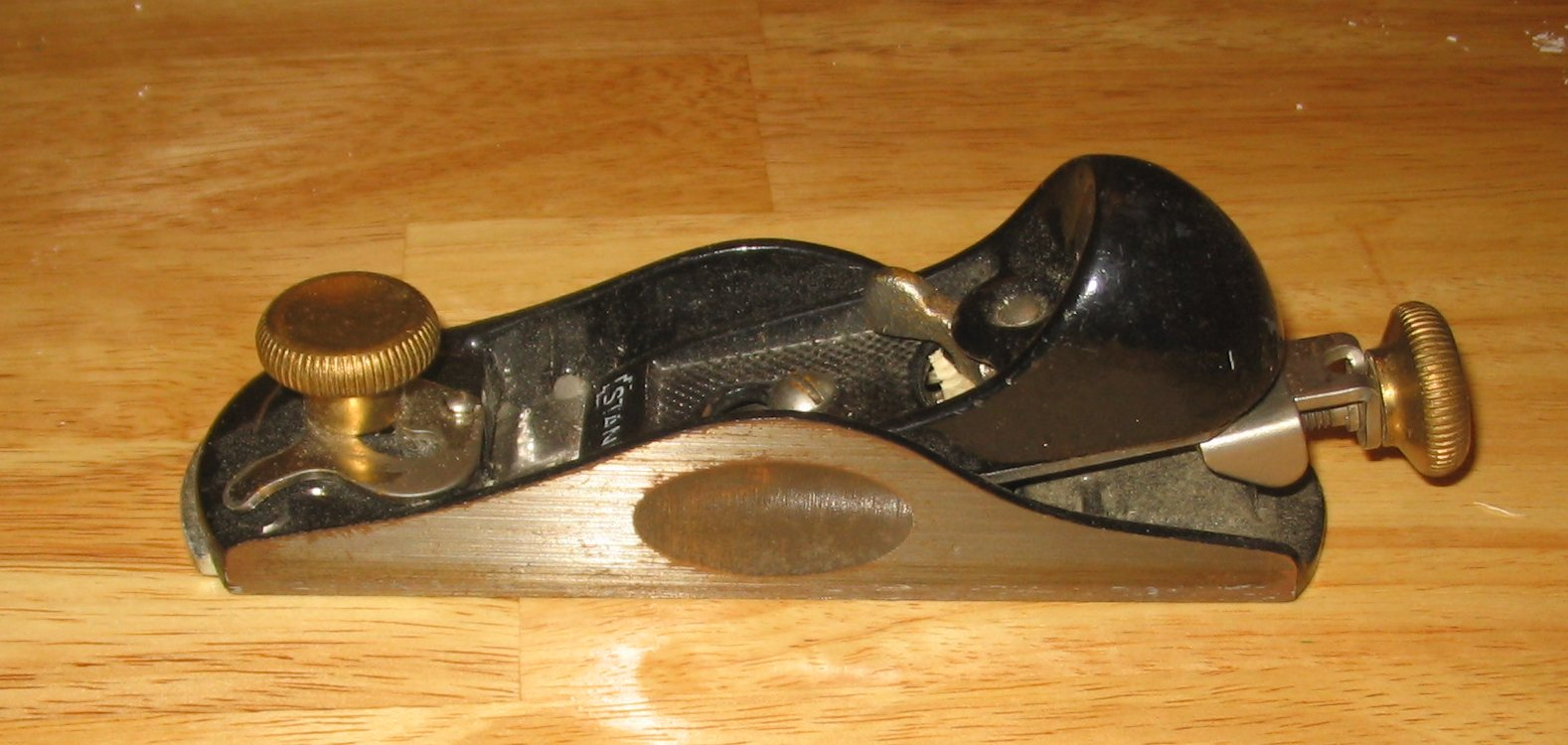
Hirnholzhobel, englische Bauart

### Gekrümmte Flächen
- Schiffhobel – haben eine konkav oder konvex gekrümmte Hobelsohle oder in der Ausführung aus Metall eine flexible Stahlsohle, die mittels einer Stellschraube sowohl konvex als auch konkav eingestellt werden kann. Dies erlaubt es, Rundungen zu hobeln.
- Schweifhobel, Schabhobel oder Schinder – hat eine sehr kurze Sohle, die plan, konvex oder konkav ausgeführt sein kann. Das Eisen ist der Sohlenform angepasst. Der Schweifhobel wird mittels zweier seitlich angebrachter Griffe gezogen und dient der Formgebung kleinerer Werkstücke sowie zum Brechen von Kanten. Der Schweifhobel ähnelt in Aussehen und Einsatz dem Zugmesser.

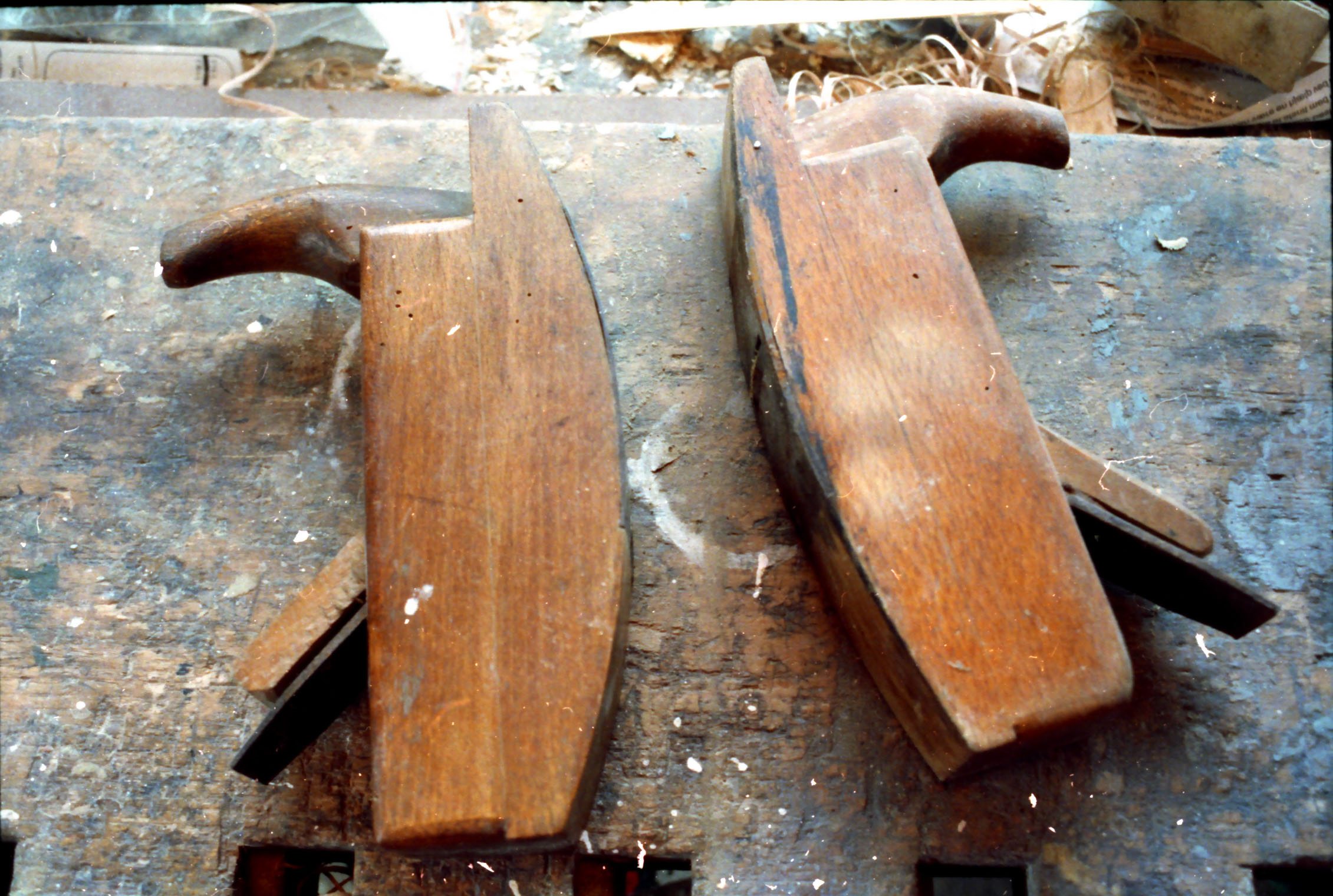
Zwei hölzerne Schiffshobel
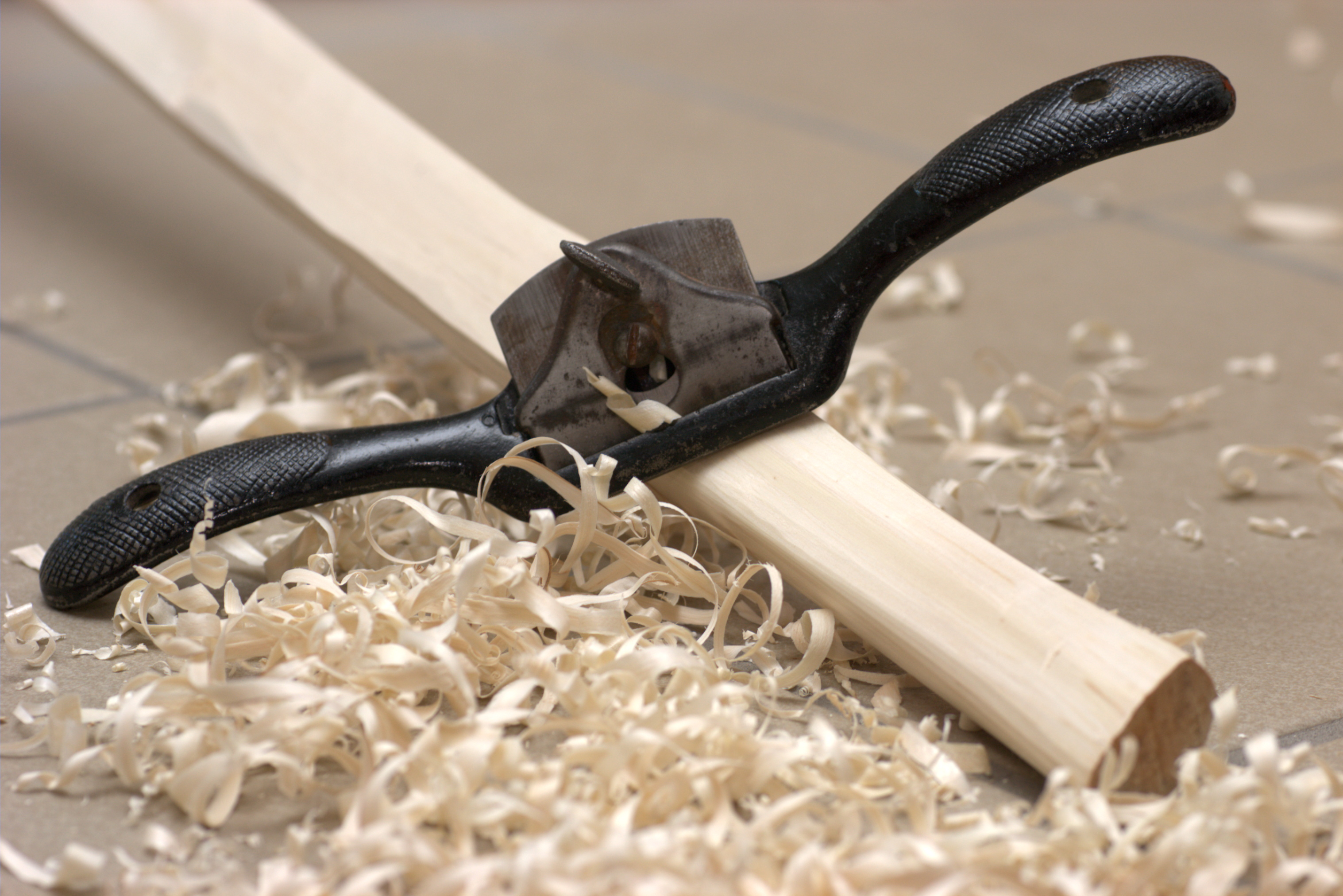
Schweifhobel im Einsatz

### Hobel für Falze, Nuten und Grate
- Handhobel für den Falz
  - Falzhobel – mit Seiten- und Tiefenanschlag und Vorschneider zur exakten Erzeugung von Falzen.
  - Simshobel – bei diesem meist 30 mm schmalen Hobel geht das Hobelmesser über die gesamte Breite des Hobelkastens, so dass bis in die Innenecke eines Falzes gehobelt werden kann.
    - Simshobel – mit einfachem Eisen und 45° zum Anstoßen und Ausarbeiten von Falzen.
    - Doppel-Simshobel – Simshobel mit Doppeleisen zum Nacharbeiten, Putzen und Versäubern von Falzen.
    - Absatz-Simshobel – mit kurzem oder ganz ohne Hobelkasten vor dem Messer zum Hobeln bis ans Ende von abgesetzten oder auf Gehrung gestoßenen Falzen.

- Handhobel für die Nut
  - Nuthobel – haben ein schmales gerades Eisen mit ebensolcher, abgesetzter Sohle, häufig mit verstellbaren Tiefen- und Seitenanschlägen, zur exakten Erzeugung von Nuten.
  - Wangenhobel – haben ähnliche Hobelkörper wie Simshobel, jedoch eine auf beiden Seiten überstehende Hobelsohle aus Stahl. Das Hobelmesser ist im unteren Bereich so breit wie die Sohle, oben hat es zum Verkeilen im schmalen Hobelkörper eine entsprechend geringere Breite. Wangenhobel dienen zum Verbreitern vorhandener Nuten.[9]

- Handhobel für die Gratfeder
  - Grathobel – hat zwischen Hobelsohle und Seitenfläche einen Winkel von 78°, wodurch das Hobeln von Gratfedern möglich ist. Um ein Einreißen des Hirnholzes zu vermeiden, besitzt er zusätzlich einen Vorschneider.

- Handhobel für Vertiefungen
  - Grundhobel – hat ein weit über die Hobelsohle stehendes schmales Eisen. Dadurch ist es möglich, den Grund von Nuten, Gratnuten, Überblattungen und ähnlichem zu hobeln. Kleine Grundhobel werden meist zum Einlassen von Scharnieren und Beschlägen genutzt.[10]
  - Einlasseckenhobel – zum Ausarbeiten der Vertiefungen für Fensterwinkel haben ein großes Hobelmaul, um einfacher nach Anriss zu arbeiten.

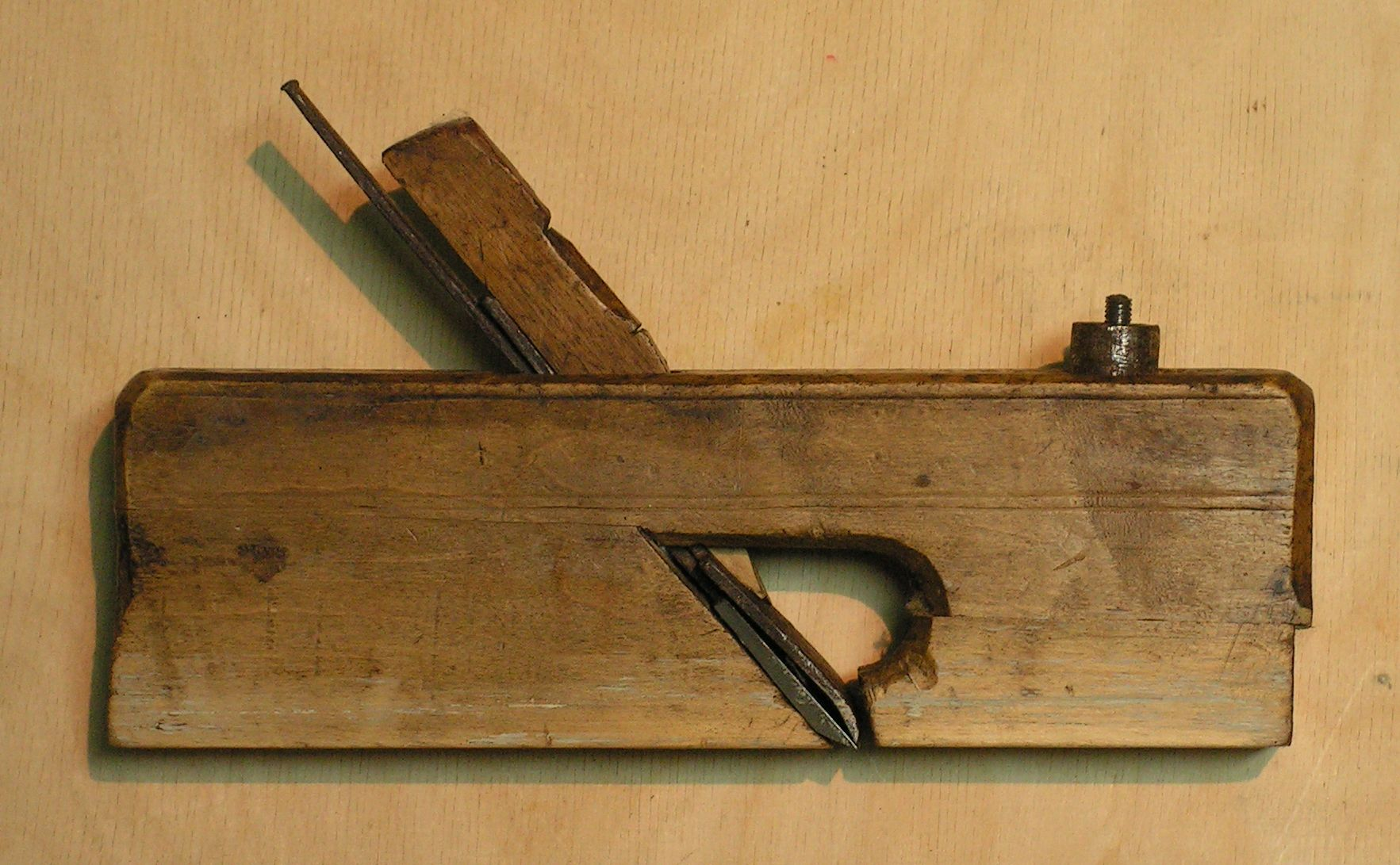
Simshobel
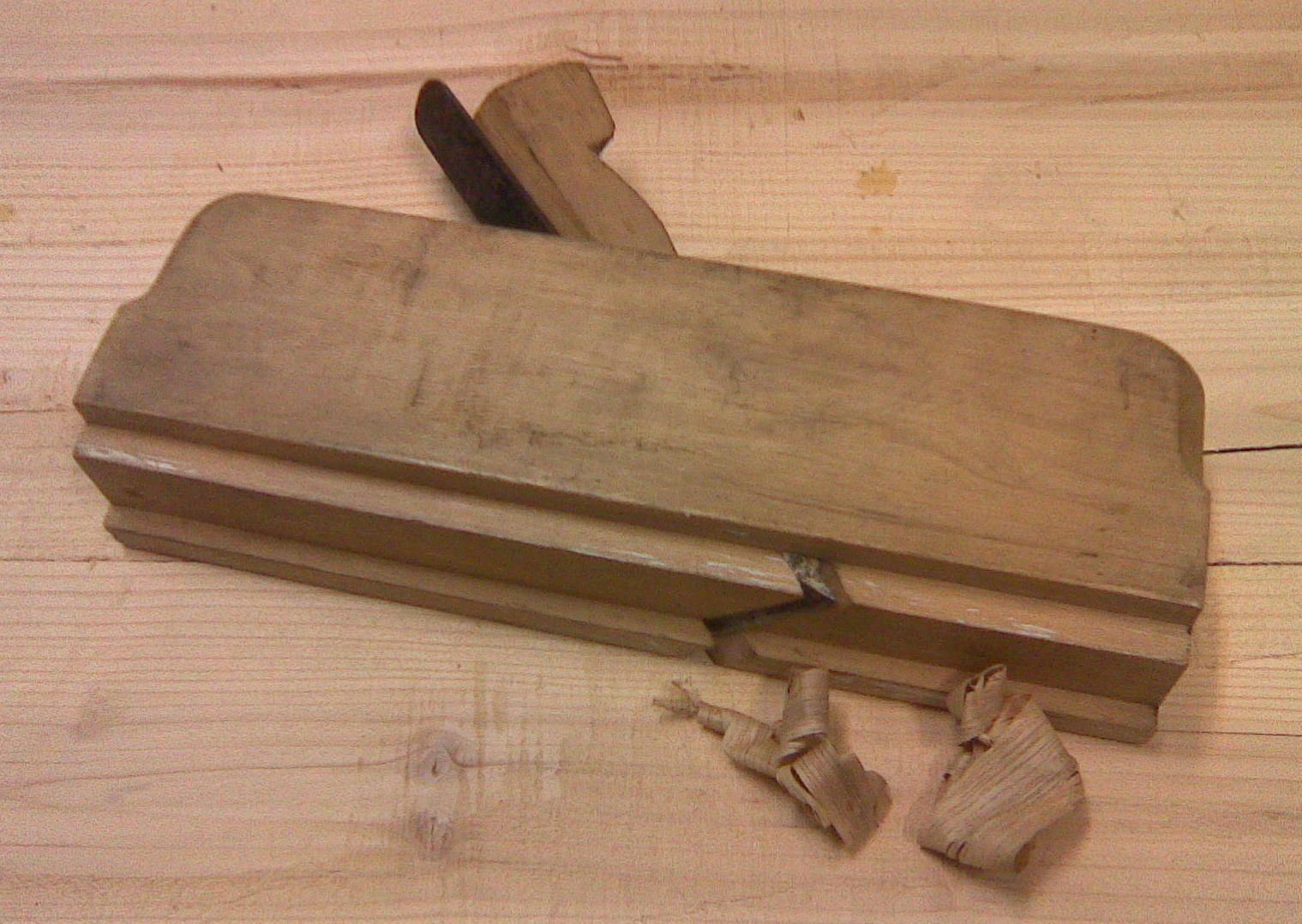
Falzhobel

### Hobel für Fasen und dekorative Profilierung

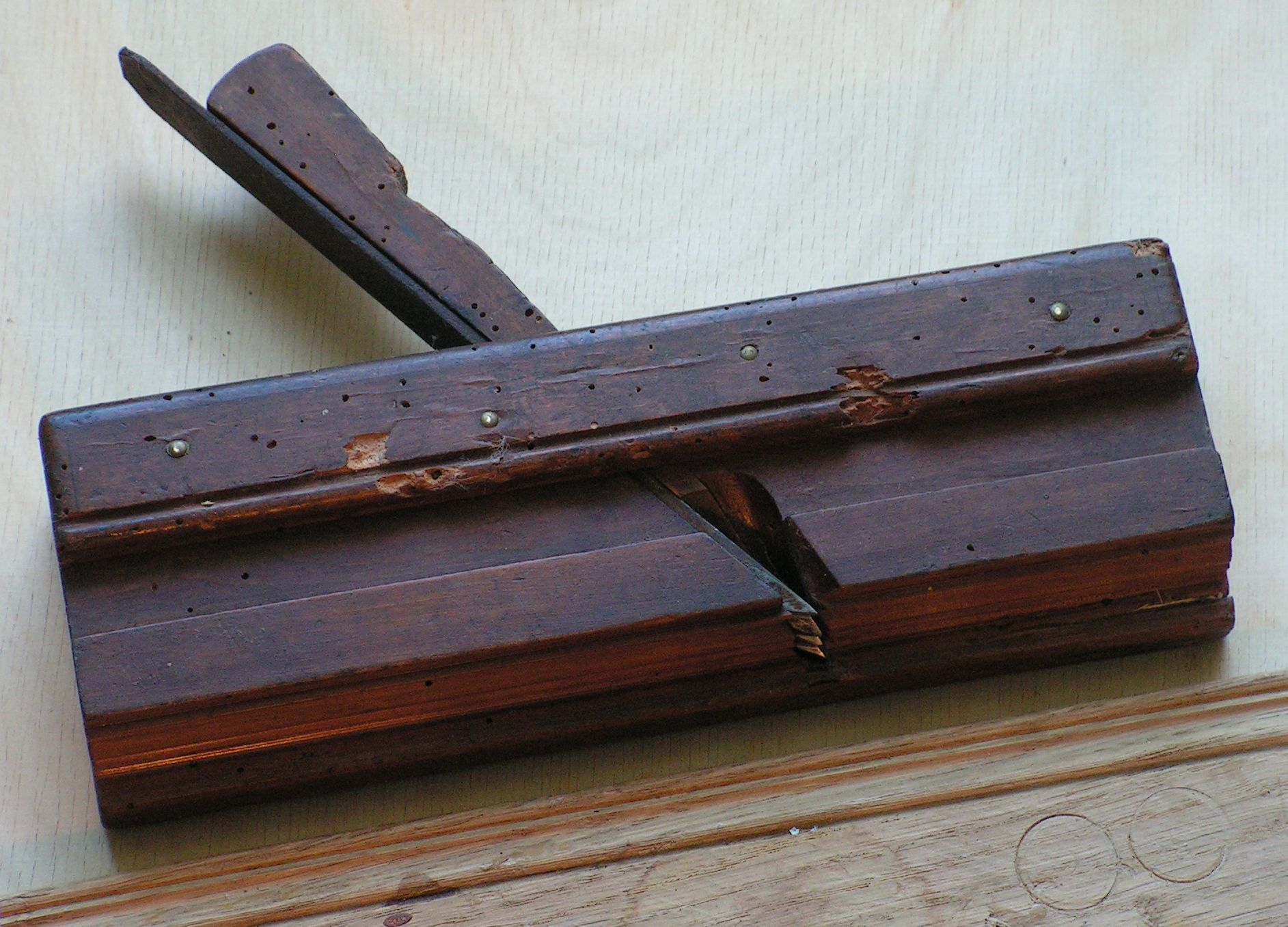
Profilhobel, auf dem Holzbrett unterhalb des Hobels ist das mit diesem herstellbare Profil ausgearbeitet worden

- Profilhobel, Façonhobel – genannt, haben eine profilierte Hobelsohle mit einem entsprechenden Eisen um Profile herzustellen. Für jedes Profil ist besonderer Hobel notwendig. Profile werden heute schneller und kostensparender zumeist maschinell gefräst.
- Fasenhobel – zum Erstellen einer Fase

### Spezielle Einsatzgebiete
- Einhandhobel und Taschenhobel – sind kleine Hobel, die mit einer Hand geführt werden. Die hölzerne Variante hat 50° und gehört damit zu den Putzhobeln.
- Fidibushobel – zur Herstellung von Fidibussen. Hier ist der erzeugte Span das Produkt und kein Abfall. In der Regel werden diese Hobel am Tisch befestigt. Das Holz wird mit der Hand geführt.[11]
- Fingerhobel – sind sehr kleine Hobel. In etwa so groß wie die Fingerbeere. Sie werden hauptsächlich von Instrumentenbauern genutzt.
- Holzdrahthobel, Röhrchenhobel oder Zündholzhobel – ist ein Hobel zum Schneiden von Holzdraht, einem Halbzeug zur Herstellung von Streichholzschäften. Diese Hobel erzeugen keinen Span, sondern in einem Zug 3–9 feine Rundleisten mit etwa 2 mm Durchmesser. Zwischen den Zügen wird das Material mit konventionellen Hobeln geglättet. Dieser Spezialhobel wurde circa 1822 von Heinrich Weilhöfer aus Coburg erfunden und bereits ab 1845 durch Holzdrahtmaschinen mechanisiert.[12]
- Kernkastenhobel – hat eine rechtwinklige Hobelsohle, zum Fertigen halbrunder Rinnen (etwa Regenrinnen).
- Surformhobel – ähneln im Aufbau einem Hobel, besitzen zur Oberflächenbearbeitung jedoch ein Raspelblech.

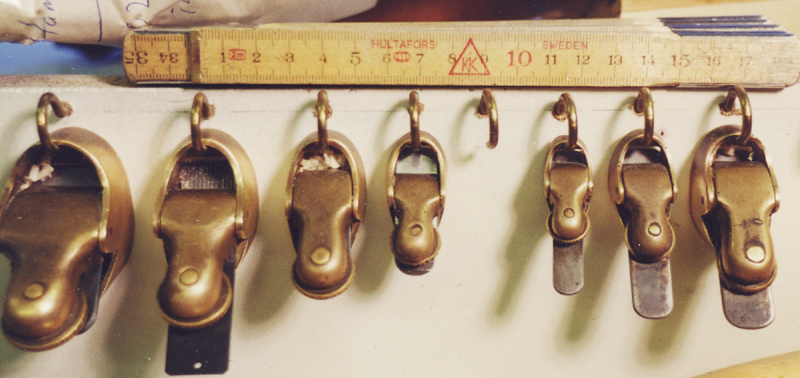
Sortiment Fingerhobel eines Geigenbauers, mit einer Hand benutzbar
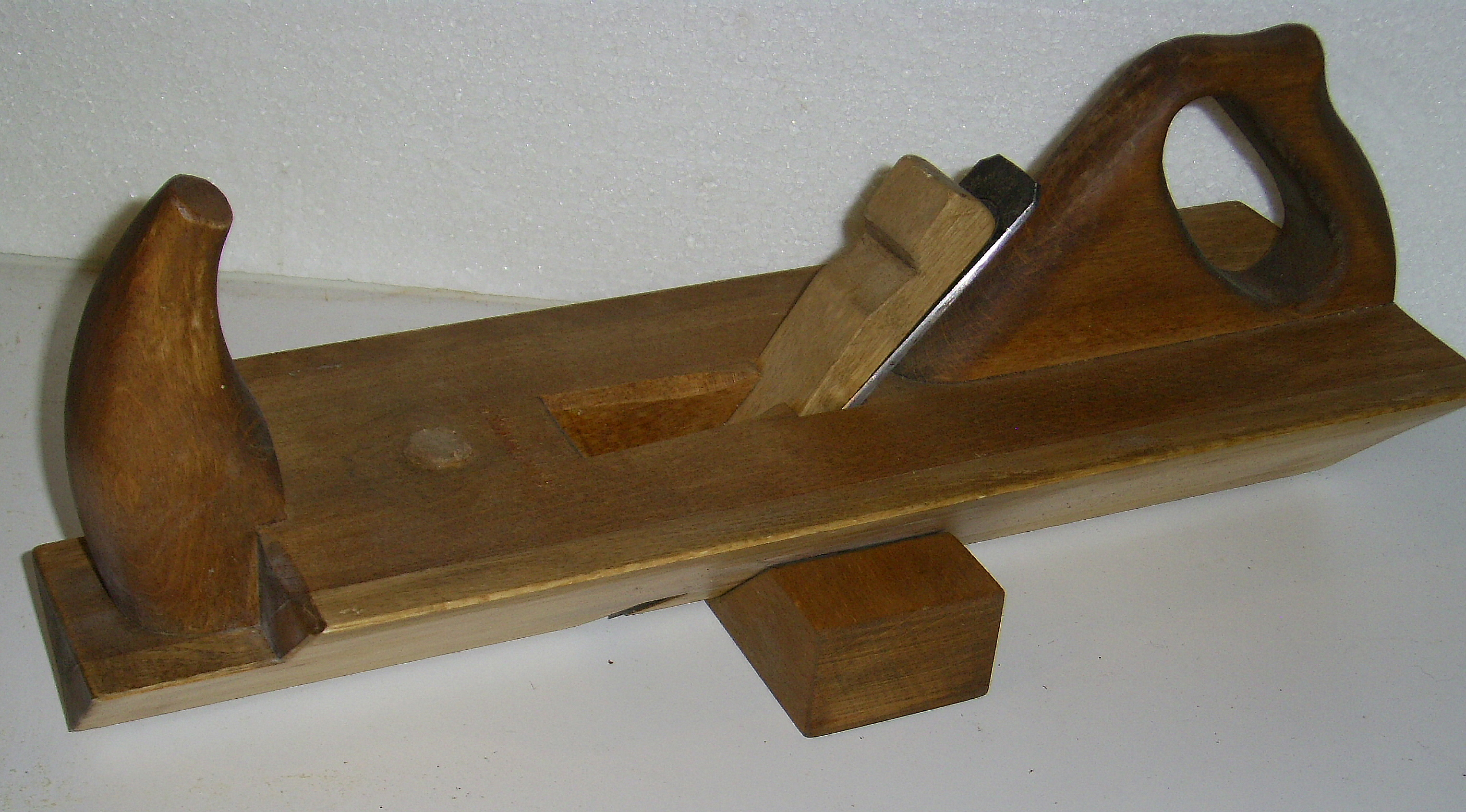
Kernkastenhobel
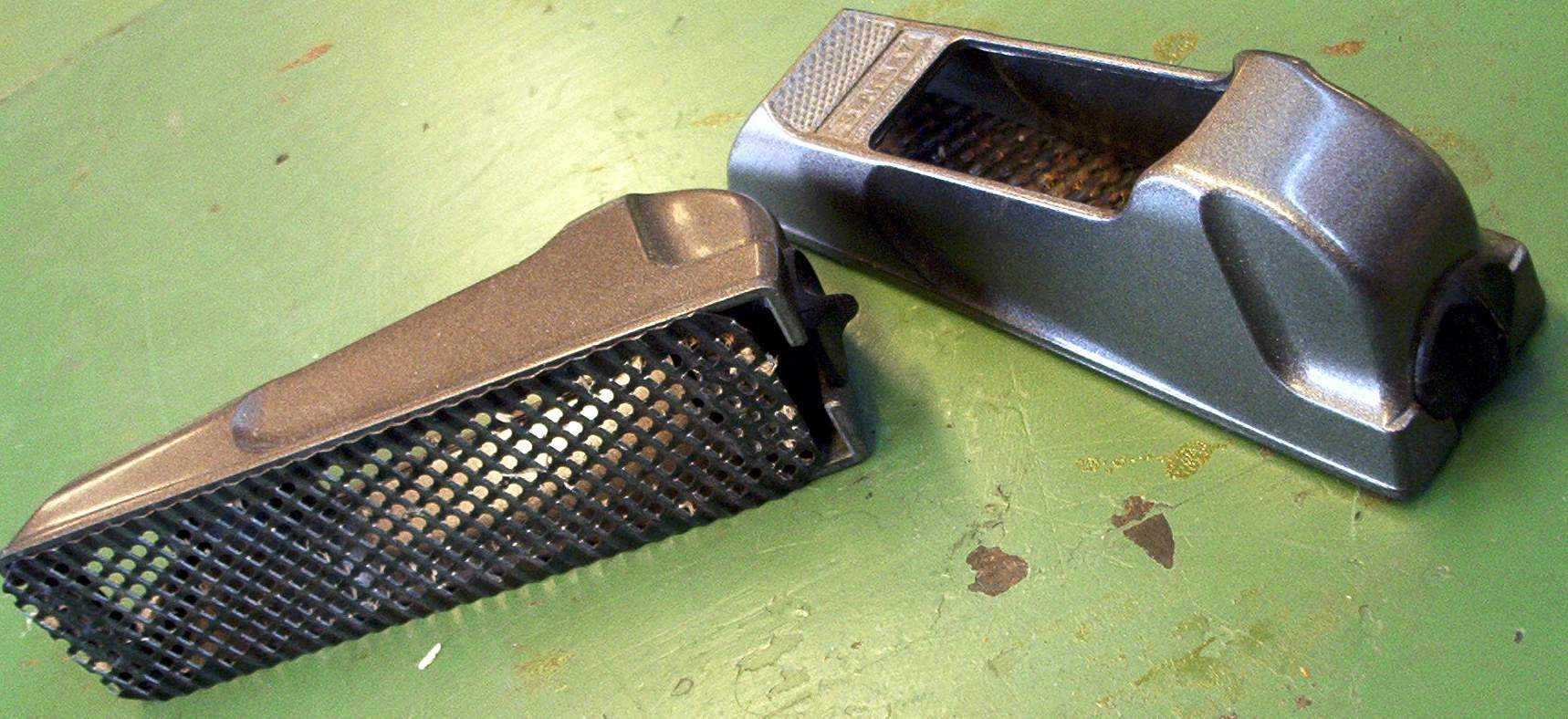
Surformhobel

## Sprichwort
Das Sprichwort „Wo gehobelt wird, da fallen Späne“ drückt aus, dass gewisse Nachteile bei etwas, das an sich gut und nützlich ist, in Kauf genommen werden müssen.